# جو هيل (لاعبة كرة سلة)
جو هيل (بالإنجليزية: Jo Hill)‏ (19 يونيو 1973 بجسر موراي في أستراليا - ) هي لاعبة كرة سلة أسترالية في مركز هجوم صغير الجسم، شاركت في كأس العالم لكرة السلة للنساء 1998 والألعاب الأولمبية الصيفية 2000.

## وصلات خارجية
- جو هيل على موقع الاتحاد الدولي لكرة السلة (الإنجليزية)
- جو هيل على موقع كرة السلة الأوروبية.كوم (الإنجليزية)
- جو هيل على موقع سبورتس رفرنس (الإنجليزية)
- جو هيل على موقع أوليمبيديا (الإنجليزية)
- جو هيل على موقع اللجنة الأولمبية الأسترالية (الإنجليزية)